# Maggie Cheung
Maggie Cheung Man Yuk (en chino tradicional, 張曼玉; en chino simplificado, 张曼玉; pinyin, Zhāng Mànyù; jyutping, Zoeng1 Maan6 Juk2; Hong Kong, 20 de septiembre de 1964) es una actriz china.

## Biografía

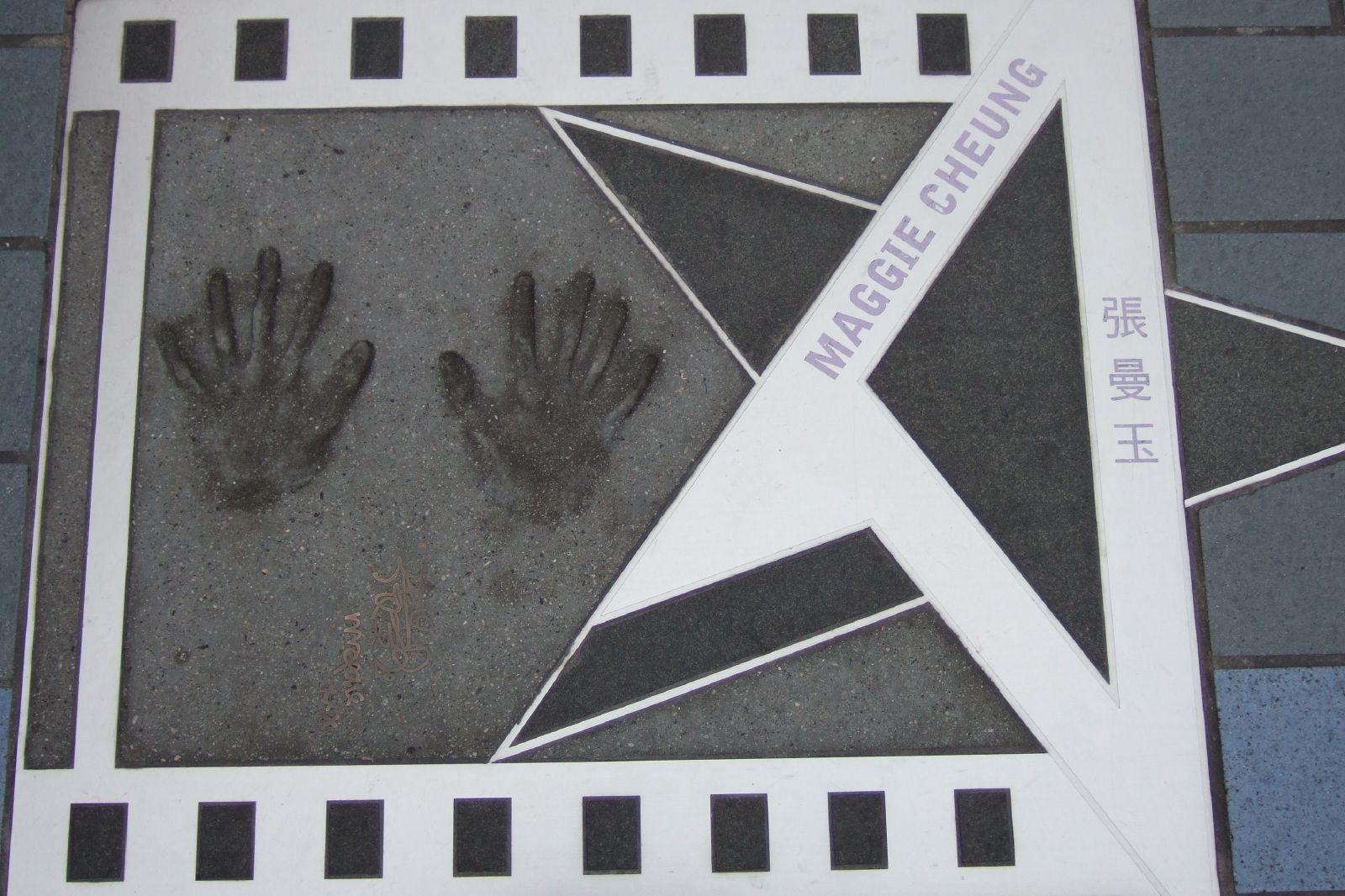
Estrella de Maggie Cheung en la Avenida de las Estrellas de Hong Kong.

Maggie Cheung nació en Hong Kong en 1964 de padres shanghaineses. Educada en el Reino Unido entre los 8 y los 17 años, Cheung empezó su carrera como modelo publicitaria y participando en concursos de belleza. Gracias a su participación en uno de estos, fue seleccionada para intervenir en la serie de TV Police Cadet'84, protagonizada por Tony Leung Chiu Wai en 1983, gracias a la cual firmó un contrato con el estudio Shaw Bros., que la hizo debutar en el cine con Prince Charming en 1984. En 1985 intervino en la serie cinematográfica Police Story interpretando a la novia del personaje de Jackie Chan. A partir de finales de la década de los 80 la carrera de Cheung empezó a lograr el reconocimiento de la crítica gracias a convertirse en musa del reputado director Wong Kar Wai, y a una serie de premios cinematográficos: el Oso de Plata del Festival de cine de Berlín por su papel de Ruan Ling Yu, la primera estrella del cine chino, en Centre Stage (1992), el Premio de interpretación femenina del Festival de Cannes por Clean (2004), el Premio de la Asociación de Críticos de Hong Kong por Comrades: Almost a Love Story (1996), además de cinco Golden Horse Awards y otros cinco Hong Kong Film Awards.

## Filmografía
| - Prince Charming (1984) - Behind the Yellow Line (1984) - Police Story (1985) - Girl with the Diamond Slipper (1985) - It's a Drink! It's a Bomb! (1985) - Happy Ghost III (1986) - The Seventh Curse (1986) - Rose (1986) - Seven Years Itch (1987) - The Romancing Star (1987) - The Game They Called Sex (1987) - Project A II (1987) - Heartbeat 100 (1987) - Sister Cupid (1987) - You're My Destiny (1987) - Last Romance (1988) - Call Girl '88 (1988) - The Beloved Son of God (1988) - Police Story 2 (1988) - How to Pick Girls Up! (1988) - Moon, Star, Sun (1988) - Mother Vs Mother (1988) - As Tears Go By (1988) - Double Fattiness (1988) - Paper Marriage (1988) - Love Soldier of Fortune (1988) - In Between Loves (1989) - A Fishy Story (1989) - Little Cop (1989) - Doubles Cause Troubles (1989) - The Iceman Cometh (1989) - My Dear Son (1989) - The Bachelor's Swan Song (1989) - Hearts No Flowers (1989) - Farewell China (1990) - The Dragon from Russia (1990) - Heart Into Hearts (1990) - Days of Being Wild (1990) - Red Dust (1990) - Song of the Exile (1990) - Full Moon in New York (1990) | - Today's Hero (1991) - Alan & Eric: Between Hello and Goodbye (1991) - The Banquet (1991) - Will of Iron (1991) - The Perfect Match (1991) - The Moon Warriors (1992) - Police Story III: Supercop (1992) - Twin Dragons (1992) - What A Hero! (1992) - Dragon Inn (1992) - True Love (1992) - All's Well End's Well (1992) - Centre Stage (1992) - Rose (1992) - Heart Against Hearts (1992) - First Shot (1993) - Executioners (1993) - Flying Dagger (1993) - The Mad Monk (1993) - Boys Are Easy (1993) - The Eagle Shooting Heroes (1993) - The Enigma of Love (1993) - Green Snake (1993) - Holy Weapon (1993) - The Heroic Trio (1993) - The Bare-Footed Kid (1993) - Millionaire Cop (1993) - Ashes of Time (1994) - New Age of Living Together, The (1994) - Comrades, Almost a Love Story (1996) - Irma Vep (1996) - The Soong Sisters (1997) - Fa yeung nin wa (2000) - Sausalito (2000) - Hero (2002) - 2046 (2004) - Clean (2004) - Ashes of Time Redux (2008) - Inglourious Basterds (escena eliminada) (2009) - Hot Summer Days (2010) - Ten Thousand Waves (2010) |

## Premios y distinciones
Festival Internacional de Cine de Cannes
| Año  | Categoría    | Película | Resultado |
| ---- | ------------ | -------- | --------- |
| 2004 | Mejor actriz | Clean    | Ganador   |